# Marion Müller
Marion Müller (* 30. Juli 1973) ist eine deutsche Soziologin.

## Biografie
Marion Müller studierte von 1995 bis 2002 Soziologie, Politikwissenschaft und Kulturanthropologie an der Johannes-Gutenberg-Universität, Mainz. Ihre Diplomarbeit wurde 2002 von der Deutschen Gesellschaft für Soziologie (DGS) als beste Abschlussarbeit ausgezeichnet. Bis 2002 arbeitete sie als freiberufliche Nachrichtenredakteurin beim Hessischen Rundfunk. Bis 2004 war sie zunächst Wissenschaftliche Mitarbeiterin am Institut für Soziologie der Universität Mainz und von 2004 bis 2012 an der Fakultät für Soziologie der Universität Bielefeld, wo sie 2008 promoviert wurde. Die Dissertation über die Bedeutung ethnischer, nationaler und geschlechtlicher Differenzen im Profifußball erhielt 2010 den Dissertationspreis der Deutschen Gesellschaft für Soziologie (DGS) sowie die Auszeichnung als beste Dissertation der Fakultät für Soziologie. Von 2013 bis 2016 war sie Juniorprofessorin für Soziologie (mit dem Schwerpunkt Kultur- und Wissenssoziologie) an der Universität Trier. Seit 2016 ist sie Professorin für Soziologie an der Eberhard Karls Universität Tübingen.
2014 erhielt sie den Preis der Fritz-Thyssen-Stiftung für den besten deutschsprachigen sozialwissenschaftlichen Aufsatz des Jahres.

## Schriften (Auswahl)
- Einführung in die Interaktionssoziologie. Beltz Juventa, Weinheim 2024, ISBN 978-3-7799-7104-7.

- “Making up people” globally. Die Institutionalisierung globaler Personenkategorien am Beispiel Indigener Völker und Menschen mit Behinderungen. In: Zeitschrift für Soziologie 47 (2018), 5, S. 306–331. (gemeinsam mit H. Bennani) DOI:10.1515/zfsoz-2018-0120
- Von Männern mit Karbonprothesen und Frauen mit Hyperandrogenismus – Unvergleichbarkeitskonstruktionen im Sport. In: Hirschauer, Stefan (Hg.): Un/doing Differences. Praktiken der Humandifferenzierungen. Velbrück, Weilerswist, 2017, S. 205–233, ISBN 9783958321199
- Das Rätsel der Retraditionalisierung häuslicher Arbeitsteilung – Zur Verweiblichung von Elternschaft in Geburtsvorbereitungskursen. In: KZfSS 68 (2016), 3: 409–433. (gem. mit Nicole Zillien)  DOI:10.1515/zfsoz-2007-0301
- Constructing Gender Incommensurability in Competitive Sports: Sex/Gender Testing and the New Regulations on Female Hyperandrogenism. In: Human Studies 39 (2016), S. 405–431. DOI: 10.1007/s10746-016-9397-1
- "The evils of racism and the wealth of diversity" – Zum Bedeutungswandel der Rassenkategorie in den UN-Weltkonferenzen gegen Rassismus, in: Zeitschrift für Soziologie 43 (2014), 6, S. 402–420. DOI:10.1515/zfsoz-2014-0602
- Fußball als Paradoxon der Moderne: Historische und ethnographische Analysen zur Bedeutung ethnischer, nationaler und geschlechtlicher Differenzen im Profifußball. VS-Verlag, Wiesbaden 2009, ISBN 978-3-531-91595-1
- Geschlecht und Ethnie: Historischer Bedeutungswandel, interaktive Konstruktion und Interferenzen. Westdeutscher Verlag, Wiesbaden 2003, ISBN 978-3-322-80503-4